# Aggelma agrili
Aggelma agrili är en stekelart som beskrevs av Boucek 1965. Aggelma agrili ingår i släktet Aggelma och familjen puppglanssteklar.
Artens utbredningsområde är:
- Sverige.
- Moldavien.
- Ukraina.

Arten är reproducerande i Sverige. Inga underarter finns listade i Catalogue of Life.